# Kelly Jones
Kelly Jones (3 de junho de 1974, Cwmaman, País de Gales) é um cantor, compositor e guitarrista da banda Stereophonics. Influenciado por bandas de rock clássico, como The Who, Led Zeppelin, AC/DC e Sex Pistols, Jones é conhecido por sua voz grave, que tem sido descrito como "uísque". Como letrista, Jones é influenciado por Neil Young, Bob Dylan e Otis Redding.

## Biografia
Como os outros membros da formação original de Stereophonics, Kelly cresceu na aldeia de Cwmaman, no País de Gales. Grande parte de sua infância está documentada no álbum de estreia do Stereophonics, Word Gets Around.

### Stereophonics
Em 1996 Stereophonics foi a primeira banda a assinar como a nova gravadora V2 Records. Seu álbum de estreia, Word Gets Around ficou em #6 no UK Album Chart.

## Discografia
- Only the Names Have Been Changed (2007)